# جيمي دونا
جيمي دونا هو لاعب كرة قدم فلبيني، ولد في 10 مايو 1978. شارك مع منتخب الفلبين لكرة القدم.

## وصلات خارجية
- جيمي دونا على موقع الاتحاد الدولي (مؤرشف)  (الإنجليزية)
- جيمي دونا على موقع ناشيونال فوتبول تيمز (الإنجليزية)